# Copa do Mundo de Luge
A Copa do Mundo de Luge é uma competição anual organizada pela Federação Internacional de Luge desde 1977-78. Esta representa a maior forma de competição no esporto.

## Simples Masculino
| Temporada | Vencedor           | Vice-Campeão       | Terceiro            |
| --------- | ------------------ | ------------------ | ------------------- |
| 1977-78   | Anton Winkler      | Paul Hildgartner   | Manfred Schmidt     |
| 1978-79   | Paul Hildgartner   | Hansjörg Raffl     | Karl Brunner        |
| 1979-80   | Ernst Haspinger    | Karl Brunner       | Georg Fluckinger    |
| 1980-81   | Ernst Haspinger    | none awarded       | Karl Brunner        |
| 1980-81   | Paul Hildgartner   | none awarded       | Karl Brunner        |
| 1981-82   | Ernst Haspinger    | Sergey Danilin     | Michael Walter      |
| 1982-83   | Paul Hildgartner   | Sergey Danilin     | Ernst Haspinger     |
| 1983-84   | Michael Walter     | Norbert Huber      | Yuri Kharchenko     |
| 1984-85   | Norbert Huber      | Markus Prock       | Gerhard Sandbichler |
| 1985-86   | Norbert Huber      | Johannes Schettel  | Paul Hildgartner    |
| 1986-87   | Norbert Huber      | Rene Friedl        | Markus Prock        |
| 1987-88   | Markus Prock       | Yuri Kharchenko    | Jens Müller         |
| 1988-89   | Georg Hackl        | Jens Müller        | Johannes Schettel   |
| 1989-90   | Georg Hackl        | Markus Prock       | Jens Müller         |
| 1990-91   | Markus Prock       | Georg Hackl        | Jens Müller         |
| 1991-92   | Markus Prock       | Duncan Kennedy     | Georg Hackl         |
| 1992-93   | Markus Prock       | Georg Hackl        | Duncan Kennedy      |
| 1993-94   | Markus Prock       | Duncan Kennedy     | Georg Hackl         |
| 1994-95   | Markus Prock       | Armin Zöggeler     | Jens Müller         |
| 1995-96   | Markus Prock       | Armin Zöggeler     | Georg Hackl         |
| 1996-97   | Markus Prock       | Jens Müller        | Wilfried Huber      |
| 1997-98   | Armin Zöggeler     | Norbert Huber      | Gerhard Gleirscher  |
| 1998-99   | Markus Prock       | Georg Hackl        | Jens Müller         |
| 1999-2000 | Armin Zöggeler     | Jens Müller        | Georg Hackl         |
| 2000-01   | Armin Zöggeler     | Georg Hackl        | Markus Prock        |
| 2001-02   | Markus Prock       | Armin Zöggeler     | Georg Hackl         |
| 2002-03   | Markus Kleinheinz  | Georg Hackl        | Armin Zöggeler      |
| 2003-04   | Armin Zöggeler     | Georg Hackl        | David Möller        |
| 2004-05   | Albert Demtschenko | Georg Hackl        | Markus Kleinheinz   |
| 2005-06   | Armin Zöggeler     | David Möller       | Tony Benshoof       |
| 2006-07   | Armin Zöggeler     | David Möller       | Reinhold Rainer     |
| 2007-08   | Armin Zöggeler     | David Möller       | Albert Demtschenko  |
| 2008-09   | Armin Zöggeler     | David Möller       | Jan Eichhorn        |
| 2009–10   | Armin Zöggeler     | Albert Demtschenko | Felix Loch          |

## Simples Feminino
| Temporada | Vencedora               | Vice-Campeã             | Terceira              |
| --------- | ----------------------- | ----------------------- | --------------------- |
| 1977-78   | Regina König            | Andrea Fendt            | Angelika Schafferer   |
| 1978-79   | Angelika Schafferer     | Marie-Louise Rainer     | Christine Brunner     |
| 1979-80   | Angelika Schafferer     | Bettina Schmidt         | Christine Brunner     |
| 1980-81   | Angelika Schafferer     | Monika Auer             | Marie-Louise Rainer   |
| 1981-82   | Vera Zozula             | Marie-Louise Rainer     | Monika Auer           |
| 1982-83   | Ute Weiss               | Ingrida Amantova        | Melitta Sollmann      |
| 1983-84   | Steffi Martin           | none awarded            | Ute Oberhoffner-Weiss |
| 1983-84   | Bettina Schmidt         | none awarded            | Ute Oberhoffner-Weiss |
| 1984-85   | Cerstin Schmidt         | Ute Oberhoffner-Weiss   | Marie-Louise Rainer   |
| 1985-86   | Marie-Louise Rainer     | Cerstin Schmidt         | Ute Oberhoffner-Weiss |
| 1986-87   | Cerstin Schmidt         | Marie-Louise Rainer     | Gabriele Kohlisch     |
| 1987-88   | Yuliya Antipova         | Gabriele Kohlisch       | Susi Erdmann          |
| 1988-89   | Ute Oberhoffner-Weiss   | Gerda Weissensteiner    | Yuliya Antipova       |
| 1989-90   | Yuliya Antipova         | Gerda Weissensteiner    | Jana Bode             |
| 1990-91   | Susi Erdmann            | Gerda Weissensteiner    | Gabriele Kohlisch     |
| 1991-92   | Susi Erdmann            | Cammy Myler             | Doris Neuner          |
| 1992-93   | Gerda Weissensteiner    | Doris Neuner            | Andrea Tagwerker      |
| 1993-94   | Gabriele Kohlisch       | Jana Bode               | Susi Erdmann          |
| 1993-94   | Gabriele Kohlisch       | Jana Bode               | Andrea Tagwerker      |
| 1994-95   | Sylke Otto              | Gabriele Kohlisch       | Jana Bode             |
| 1995-96   | Jana Bode               | Gerda Weissensteiner    | Gabriele Kohlisch     |
| 1996-97   | Andrea Tagwerker        | Angelika Neuner         | Jana Bode             |
| 1997-98   | Gerda Weissensteiner    | Silke Kraushaar         | Cammy Myler           |
| 1998-99   | Silke Kraushaar         | Sylke Otto              | Barbara Niedernhuber  |
| 1999-2000 | Sylke Otto              | Silke Kraushaar         | Barbara Niedernhuber  |
| 2000-01   | Silke Kraushaar         | Sylke Otto              | Angelika Neuner       |
| 2001-02   | Silke Kraushaar         | Sylke Otto              | Barbara Niedernhuber  |
| 2002-03   | Sylke Otto              | Silke Kraushaar         | Barbara Niedernhuber  |
| 2003-04   | Sylke Otto              | Silke Kraushaar         | Barbara Niedernhuber  |
| 2004-05   | Barbara Niedernhuber    | Silke Kraushaar         | Sylke Otto            |
| 2005-06   | Silke Kraushaar         | Sylke Otto              | Tatjana Hüfner        |
| 2006-07   | Silke Kraushaar-Pielach | Tatjana Hüfner          | Anke Wischnewski      |
| 2007-08   | Tatjana Hüfner          | Silke Kraushaar-Pielach | Natalie Geisenberger  |
| 2008-09   | Tatjana Hüfner          | Natalie Geisenberger    | Anke Wischnewski      |
| 2009–10   | Tatjana Hüfner          | Natalie Geisenberger    | Anke Wischnewski      |

## Duplas Masculinas
| Temporada | Vencedores                                               | Vice-Campeões                                             | Terceiros                                                  |
| --------- | -------------------------------------------------------- | --------------------------------------------------------- | ---------------------------------------------------------- |
| 1977-78   | Itália · Peter Gschnitzer · Karl Brunner                 | Alemanha Ocidental · Hans Brandner · Balthasar Schwarm    | Alemanha Ocidental · Stefan Hölzlwimmer · Rudolf Grosswang |
| 1978-79   | Itália · Peter Gschnitzer · Karl Brunner                 | Áustria · Georg Fluckinger · Karl Schrott                 | Alemanha Ocidental · Hans Brandner · Balthasar Schwarm     |
| 1979-80   | Áustria · Günther Lemmerer · Reinhold Sulzbacher         | Áustria · Georg Fluckinger · Karl Schrott                 | Itália · Peter Gschnitzer · Karl Brunner                   |
| 1980-81   | Áustria · Günther Lemmerer · Reinhold Sulzbacher         | Itália · Hansjörg Raffl · Karl Brunner                    | Alemanha Ocidental · Hans Stangassinger · Franz Wembacher  |
| 1981-82   | Áustria · Günther Lemmerer · Reinhold Sulzbacher         | Áustria · Georg Fluckinger · Franz Wilhelmer              | União Soviética · Yuris Eyssak · Eynar Veyksha             |
| 1982-83   | Itália · Hansjörg Raffl · Karl Brunner                   | Alemanha Ocidental · Hans Stangassinger · Franz Wembacher | Alemanha Ocidental · Thomas Schwab · Wolfgang Staudinger   |
| 1983-84   | Alemanha Oriental · Jörg Hoffmann · Jochen Pietzsch      | Áustria · Georg Fluckinger · Franz Wilhelmer              | Itália · Hansjörg Raffl · Norbert Huber                    |
| 1984-85   | Itália · Hansjörg Raffl · Norbert Huber                  | Áustria · Georg Fluckinger · Franz Wilhelmer              | Alemanha Oriental · René Keller · Lutz Kühnlenz            |
| 1985-86   | Itália · Hansjörg Raffl · Norbert Huber                  | Alemanha Ocidental · Thomas Schwab · Wolfgang Staudinger  | Alemanha Ocidental · Stefan Ilsanker · Georg Hackl         |
| 1986-87   | Alemanha Ocidental · Thomas Schwab · Wolfgang Staudinger | Alemanha Ocidental · Stefan Ilsanker · Georg Hackl        | Itália · Hansjörg Raffl · Norbert Huber                    |
| 1987-88   | União Soviética · Yevgeny Belousov · Aleksandr Belyakov  | Alemanha Ocidental · Stefan Ilsanker · Georg Hackl        | Itália · Hansjörg Raffl · Norbert Huber                    |
| 1988-89   | Itália · Hansjörg Raffl · Norbert Huber                  | Alemanha Oriental · Stefan Krausse · Jan Behrendt         | Alemanha Oriental · Jörg Hoffmann · Jochen Pietzsch        |
| 1989-90   | Itália · Hansjörg Raffl · Norbert Huber                  | Itália · Kurt Brugger · Wilfried Huber                    | Alemanha Ocidental · Stefan Ilsanker · Georg Hackl         |
| 1990-91   | Itália · Hansjörg Raffl · Norbert Huber                  | Alemanha · Stefan Krausse · Jan Behrendt                  | Itália · Kurt Brugger · Wilfried Huber                     |
| 1991-92   | Itália · Hansjörg Raffl · Norbert Huber                  | Alemanha · Yves Mankel · Thomas Rudolph                   | Alemanha · Stefan Krausse · Jan Behrendt                   |
| 1992-93   | Itália · Hansjörg Raffl · Norbert Huber                  | Itália · Kurt Brugger · Wilfried Huber                    | Alemanha · Stefan Krausse · Jan Behrendt                   |
| 1993-94   | Alemanha · Stefan Krausse · Jan Behrendt                 | Áustria · Tobias Schiegl · Markus Schiegl                 | Alemanha · Steffen Skel · Steffen Wöller                   |
| 1994-95   | Alemanha · Stefan Krausse · Jan Behrendt                 | Itália · Kurt Brugger · Wilfried Huber                    | Estados Unidos · Chris Thorpe · Gordy Sheer                |
| 1995-96   | Alemanha · Stefan Krausse · Jan Behrendt                 | Alemanha · Yves Mankel · Thomas Rudolph                   | Estados Unidos · Chris Thorpe · Gordy Sheer                |
| 1996-97   | Estados Unidos · Chris Thorpe · Gordy Sheer              | Itália · Gerhard Plankensteiner · Oswald Haselrieder      | Áustria · Tobias Schiegl · Markus Schiegl                  |
| 1997-98   | Estados Unidos · Mark Grimmette · Brian Martin           | Itália · Kurt Brugger · Wilfried Huber                    | Itália · Gerhard Plankensteiner · Oswald Haselrieder       |
| 1998-99   | Estados Unidos · Mark Grimmette · Brian Martin           | Áustria · Tobias Schiegl · Markus Schiegl                 | Alemanha · Patric Leitner · Alexander Resch                |
| 1999-2000 | Alemanha · Patric Leitner · Alexander Resch              | Alemanha · Steffen Skel · Steffen Wöller                  | Estados Unidos · Mark Grimmette · Brian Martin             |
| 2000-01   | Alemanha · Steffen Skel · Steffen Wöller                 | Alemanha · André Florschütz · Torsten Wustlich            | Alemanha · Patric Leitner · Alexander Resch                |
| 2001-02   | Alemanha · Patric Leitner · Alexander Resch              | Alemanha · Steffen Skel · Steffen Wöller                  | Áustria · Tobias Schiegl · Markus Schiegl                  |
| 2002-03   | Estados Unidos · Mark Grimmette · Brian Martin           | Alemanha · Patric Leitner · Alexander Resch               | Áustria · Tobias Schiegl · Markus Schiegl                  |
| 2003-04   | Alemanha · Patric Leitner · Alexander Resch              | Alemanha · André Florschütz · Torsten Wustlich            | Itália · Christian Oberstolz · Patrick Gruber              |
| 2004-05   | Itália · Christian Oberstolz · Patrick Gruber            | Alemanha · André Florschütz · Torsten Wustlich            | Áustria · Andreas Linger · Wolfgang Linger                 |
| 2005-06   | Alemanha · Patric Leitner · Alexander Resch              | Itália · Christian Oberstolz · Patrick Gruber             | Alemanha · André Florschütz · Torsten Wustlich             |
| 2006-07   | Alemanha · Patric Leitner · Alexander Resch              | Itália · Christian Oberstolz · Patrick Gruber             | Itália · Gerhard Plankensteiner · Oswald Haselrieder       |
| 2007-08   | Alemanha · Patric Leitner · Alexander Resch              | Itália · Christian Oberstolz · Patrick Gruber             | Áustria · Andreas Linger · Wolfgang Linger                 |
| 2008-09   | Itália · Christian Oberstolz · Patrick Gruber            | Alemanha · Patric Leitner · Alexander Resch               | Áustria · Andreas Linger · Wolfgang Linger                 |
| 2009–10   | Alemanha · André Florschütz · Torsten Wustlich           | Alemanha · Patric Leitner · Alexander Resch               | Itália · Christian Oberstolz · Patrick Gruber              |